# Matsushima Yoshihisa
Yoshihisa Matsushima (sinh ngày 16 tháng 11 năm 1967) là một cầu thủ bóng đá người Nhật Bản.

## Sự nghiệp câu lạc bộ
Yoshihisa Matsushima đã từng chơi cho Gamba Osaka.